# Bucculatrix valesiaca
Bucculatrix valesiaca är en fjärilsart som beskrevs av Frey 1870. Bucculatrix valesiaca ingår i släktet Bucculatrix och familjen kronmalar. Inga underarter finns listade i Catalogue of Life.